# 劉亮
劉 亮（りゅう りょう）とは、中国の人物。
- 前趙の劉曜の高祖父。景帝と追号された。
- 下記の本項で記述。

劉 亮（りゅう りょう、508年頃 - 547年頃）は、北魏から西魏にかけての軍人。本貫は中山郡。『北史』巻65・劉亮伝に「劉亮，中山人也，本名道徳。父特真，位領人酋長。」とあり、胡族の可能性が高い。

## 経歴
北魏の蔚州刺史・領民酋長の劉佑連の孫で、鎮遠将軍、おなじく領民酋長の劉持真の子として生まれた。はじめの名を道徳といった。531年、賀抜岳に従って関中に入り、岐州の包囲を解き、侯伏侯元進・万俟醜奴・宿勤明達・万俟道洛らを討って、常に先鋒として戦った。功績により大都督となり、広興県子に封ぜられた。
534年、賀抜岳が侯莫陳悦に殺害されると、道徳は諸将とともに宇文泰を後継者として迎えた。侯莫陳悦が敗れた後も、侯莫陳悦の部下の孫定児が豳州に拠って宇文泰に下ろうとしなかった。涇州・秦州・霊州などの諸州が呼応して数万人を擁し、孫定児を主として反抗を続けた。宇文泰は道徳に命じて豳州を攻撃させた。孫定児は宇文泰の軍がまだ遠くにあると思って、備えをしていなかった。道徳は20騎を率い、まず軍旗を豳州の城に近い高嶺に立ててから、城中に飛び込んだ。孫定児らはちょうど酒盛りをしていたところで、そこに道徳の兵がやってきたので、みな驚いて成すところを知らなかった。道徳は孫定児を斬って首をかかげ、城外の軍旗を指さして、「追って大軍がやってくる」と触れ回らせた。豳州の兵たちはおそれて一度に降服した。このため諸州の叛乱軍たちも、宇文泰のもとに帰順した。
宇文泰が十二軍を置くと、道徳はその一軍を率いた。征戦のたびに怡峯とともに騎将をつとめた。北魏の孝武帝が関中に入ると、道徳は帝を迎えた功績により、使持節・右光禄大夫・左大都督・南秦州刺史に任ぜられた。535年、潼関を奪った功績により、車騎大将軍・儀同三司の位に進み、饒陽県伯に改封された。まもなく侍中を加官された。537年、竇泰を討ち、弘農や沙苑の戦いに参加して、奮戦して功績を挙げた。開府儀同三司・大都督に転じ、爵位は長広郡公に進んだ。母が亡くなると職を辞し、喪に服して痩せほそった。後にもとの官に復帰した。
宇文泰は道徳を評して「卿は文武を兼ねそなえており、わが孔明にあたる」と言い、そのために亮の名を与え、あわせて侯莫陳氏の姓を賜った。544年、東雍州刺史として出向した。在職すること3年、東雍州で死去した。享年は40。太尉の位を追贈された。諡は襄といった。

## 子女
- 劉昶（妻は宇文泰の娘の西河長公主。柱国・秦霊二州総管・彭国公）
- 劉靖（天水郡太守）
- 劉恭（開府儀同三司・饒陽県伯）
- 劉幹（上儀同三司・褒中県侯）

## 伝記資料
- 『周書』巻17 列伝第9
- 『北史』巻65 列伝第53